# Chrysolina geae
Chrysolina geae es un coleóptero de la familia Chrysomelidae.
Fue descrita científicamente en 2006 por Lopatin.